# Alex Désert
Alex Désert (ur. 18 lipca 1968 w Nowym Jorku) – amerykański aktor i producent telewizyjny i filmowy, wokalista i kompozytor.

## Wybrana filmografia

### Filmy
- 1993: Trąbka Clifforda Browna (Lush Life) jako Lester
- 1996: Swingers (Swingersi) jako Charles
- 2003: Jeźdźcy Apokalipsy (Masked and Anonymous) jako Walentynka
- 2005: Kochaj i mścij się (Pretty Persuasion) jako Joe (strażnik)
- 2010: Lego: Clutch Powers wkracza do akcji (Lego: The Adventures of Clutch Powers) jako Skelly (głos)
- 2012: Isabel (TV) jako dr David Zucco
- 2012: Let It Shine jako Levi
- 2014: Alexander – okropny, straszny, niezbyt dobry, bardzo zły dzień jako Pan Rogue

### Seriale TV
- 1988–1989: TV 101 jako Holden Hines
- 1989: Free Spirit jako Jeremy
- 1990: Inny świat (A Different World) jako Livingston
- 1990: Flash (The Flash) jako Julio Mendez
- 1995-96: Chłopiec poznaje świat (Boy Meets World) jako Eli Williams / The Hepcat
- 1998-2004: Jak pan może, panie doktorze? (Becker) jako Jake Malinak
- 2008: Wolverine and the X-Men jako Nick Fury (głos)
- 2008: Rita daje czadu (Rita Rocks) jako Frank
- 2008: Reno 911! (Reno 911) jako Thaddeus Owens III
- 2009: Dr House jako Jay-Bird
- 2010: Avengers: Potęga i moc (The Avengers: Earth's Mightiest Heroes) jako Oficer Damokles (głos)
- 2011: The LeBrons jako Wise (głos)
- 2010: Avengers: Potęga i moc (The Avengers: Earth's Mightiest Heroes) jako Nick Fury/Jack Fury (głos)
- 2014: Mamuśka (Mom) jako Wes
- 2014: Chirurdzy (Grey's Anatomy) jako Miles Green (reprezentant prezydenta)
- 2017-2020: Spider-Man jako Jefferson Davis / Swarm (głos)
- 2018: Zakręcony piątek jako Mike Harper
- 2018: Jednostka 19 jako Oliver
- 2018-2019: Mr. Pickles jako Pan Bojenkins (głos)
- 2019: Shameless – Niepokorni jako Union Jerry
- 2020: Carmen Sandiego jako Król Langusta, kelner (głos)
- 2020–: Simpsonowie jako Carl Carlson, Lou (głos)

### Gry komputerowe
- 2006: Tomb Raider: Legenda (Tomb Raider: Legend) jako Zip (głos)
- 2008: Tomb Raider: Underworld jako Zip (głos)
- 2009: Eat Lead: The Return of Matt Hazard jako Sonny Tang / Space Marine
- 2011: Saints Row: The Third jako Zimos (głos)
- 2012: Avengers Initiative jako Nick Fury (głos)
- 2013: StarCraft II: Heart of the Swarm jako Tempest (głos)
- 2013: Saints Row IV jako Zimos (głos)

## Dyskografia

### Albumy
- 1994: Out of Nowhere (z Hepcat)
- 1994: Better Do Right (z Loved Ones)
- 1995: New York Ska Jazz Ensemble (z New York Ska Jazz Ensemble)
- 1996: Scientific (z Hepcat)
- 1997: Hellcat Records Present ... Give Them the Boot
- 1997: Ska Island
- 1998: Right on Time (z Hepcat)
- 1998: Life Won't Wait (z Rancid)
- 1998: Contender (z Royal Crown Revue)